# Lijst van Romeinse gouverneurs van Judea
De Romeinse gouverneurs van Judea (aanvankelijk praefecti, later procuratores) hadden hun residentie in Caesarea. Het paleis van Herodes in Caesarea (gebouwd door Herodes de Grote) deed dienst als praetorium. Tijdens Joodse feestdagen en andere officiële gebeurtenissen verbleven zij gewoonlijk in Jeruzalem, in het paleis van Herodes in Jeruzalem (eveneens gebouwd door Herodes de Grote) aan de westkant van de stad. Waarom de gouverneurs hun gebruikelijke residentie in Caesarea kozen, kan ermee te maken hebben dat zij vreesden dat in Jeruzalem het gevaar voor opstanden tegen de Romeinen, vanwege geloofskwesties, te groot was, maar het is ook mogelijk dat hun keuze op deze stad viel omdat deze een haven had en daardoor gemakkelijker bereikbaar was vanuit Alexandrië en Rome, of omdat het klimaat er (door de ligging aan zee) aangenamer is dan in Jeruzalem.

## Lijst van Romeinse gouverneurs van Judea

### Periode van 6 tot 41 na Chr.
Van 6 tot 42 na Chr. werd Judea bestuurd door praefecti. Soms worden deze bestuurders wel als procuratores aangeduid, maar uit de zogeheten Pilatus-inscriptie blijkt dat hun titel praefectus was.
De volgende praefecti bestuurden Judea achtereenvolgens:
- Coponius, 6-9
- Marcus Ambivius, 9-12
- Annius Rufus, 12-15
- Valerius Gratus, 15-26
- Pontius Pilatus, 26-36
- Marcellus, 36-37
- Maryllus, 37-41

Deze praefecti hadden ook de bevoegdheid de hogepriester te benoemen (zie de Lijst van Hogepriesters in de Herodiaanse periode).

### Periode van 41 tot 44 na Chr.
Van 41 tot 44 was Judea onderdeel van een vazalstaat, bestuurd door Herodes Agrippa I. Het gebied werd door Claudius aan Agrippa gegeven als dank voor zijn bemiddeling bij het verkrijgen van het principaat. In 44 overleed Agrippa.

### Periode van 44 tot 66 na Chr.
Na Agrippa’s dood werd Judea opnieuw een Romeinse provincie. De omvang ervan was echter iets groter dan voor Agrippa het geval was, omdat nu ook Perea en Galilea tot de provincie Judea werden gerekend. In de jaren die volgden werd Judea vanuit Caesarea bestuurd door procuratoren. De volgende procuratoren bestuurden Judea achtereenvolgens:
- Cuspius Fadus, 44-46
- Tiberius Julius Alexander, 46-48
- Ventidius Cumanus, 48-52
- Antonius Felix, 52-60
- Porcius Festus, 60-62
- Lucceius Albinus, 62-64
- Gessius Florus, 64-66

Deze procuratoren hadden, anders dan de prefecten die eerder Judea bestuurd hadden, niet de bevoegdheid de hogepriester te benoemen. Dit recht was na de dood van Herodes Agrippa I voorbehouden aan Herodes van Chalkis en na zijn dood aan Herodes Agrippa II.

### Periode van 66 tot 70 na Chr.
Al langere tijd groeiden er spanningen in Judea, maar deze kwamen in 66 tot een hoogtepunt. Judea kwam in opstand tegen Rome. Vespasianus en diens zoon Titus wisten na een lange en bloedige strijd met hulp van vier legioenen de opstand uiteindelijk neer te slaan. Grote delen van Jeruzalem werden verwoest. De Joodse tempel ging in vlammen op.

### Periode van 70 tot 135 na Chr.
Na de Joodse oorlog werd Judea bestuurd door een legatus Augusti pro praetore, die tevens het Legio X Fretensis aanvoerde, dat nu permanent bij Jeruzalem gelegerd werd. De residentie van de legates bleef echter nog steeds Caesarea. Gouverneurs over Judea uit deze periode zijn:
- Sextus Vettulenus Cerialis, 70-71
- Sextus Lucilius Bassus, 71-73/74
- Lucius Flavius Silva, 73/74-81
- Gnaius Pompeius Longinus, ca. 86 (tot 89?)
- Sextus Hermetidius Campanus, ca. 93 (tot 97?)
- Tiberius Claudius Atticus Herodes, 99/100-102/103
- Gaius Julius Quadratus Bassus, 102/103-104/105
- Quintus Pompeius Falco, 105-107
- Tiberianus, ca. 114

De Kitosoorlog van 116 speelde vooral in de Joodse gemeenschappen in de diaspora, vooral in Cyrene, Egypte en Alexandrië, op Cyprus en in Syrië. In Judea was nauwelijks sprake van opstand. Wel bestond de angst dat de opstand ook naar Judea zou overslaan. Vanaf deze periode werd Judea dan ook een consulaire provincie en werd een bijkomend legioen gelegerd in Megiddo. Bestuurders in deze periode waren:
- Lusius Quietus, 117
- Lucius Cossonius Gallus, 120
- Quintus Tineius Rufus, 130/131-134
- Sextus Julius Severus, 134-135

Na de opstand van Sjimon bar Kochba (132-135) kwam aan de zelfstandige provincie Judea een einde. Het gebied werd in 135 ingelijfd bij de provincia Syrië, dat nu de naam Syria-Palaestina kreeg.